# 释仁贞
释仁贞（8世纪？—815年），又作释仁真，渤海国官员、诗人。
渤海僖王大言义朱雀二年（唐宪宗元和九年、日本弘仁五年、814年）秋，释仁贞与太守、正使王孝廉等奉命出使日本，担任录事。朱雀三年正月，日本嵯峨天皇授他为从五位下。释仁贞能作诗，日本诸臣多与之唱和。著有诗作《七日禁中陪宴》：“入朝贵国惭下客，七日承恩作上宾。更见凰声无妓态，风流变动一国春”。不久，在日本去世。一说释仁贞是僧人，冠以释字。